# Die Hamletmaschine

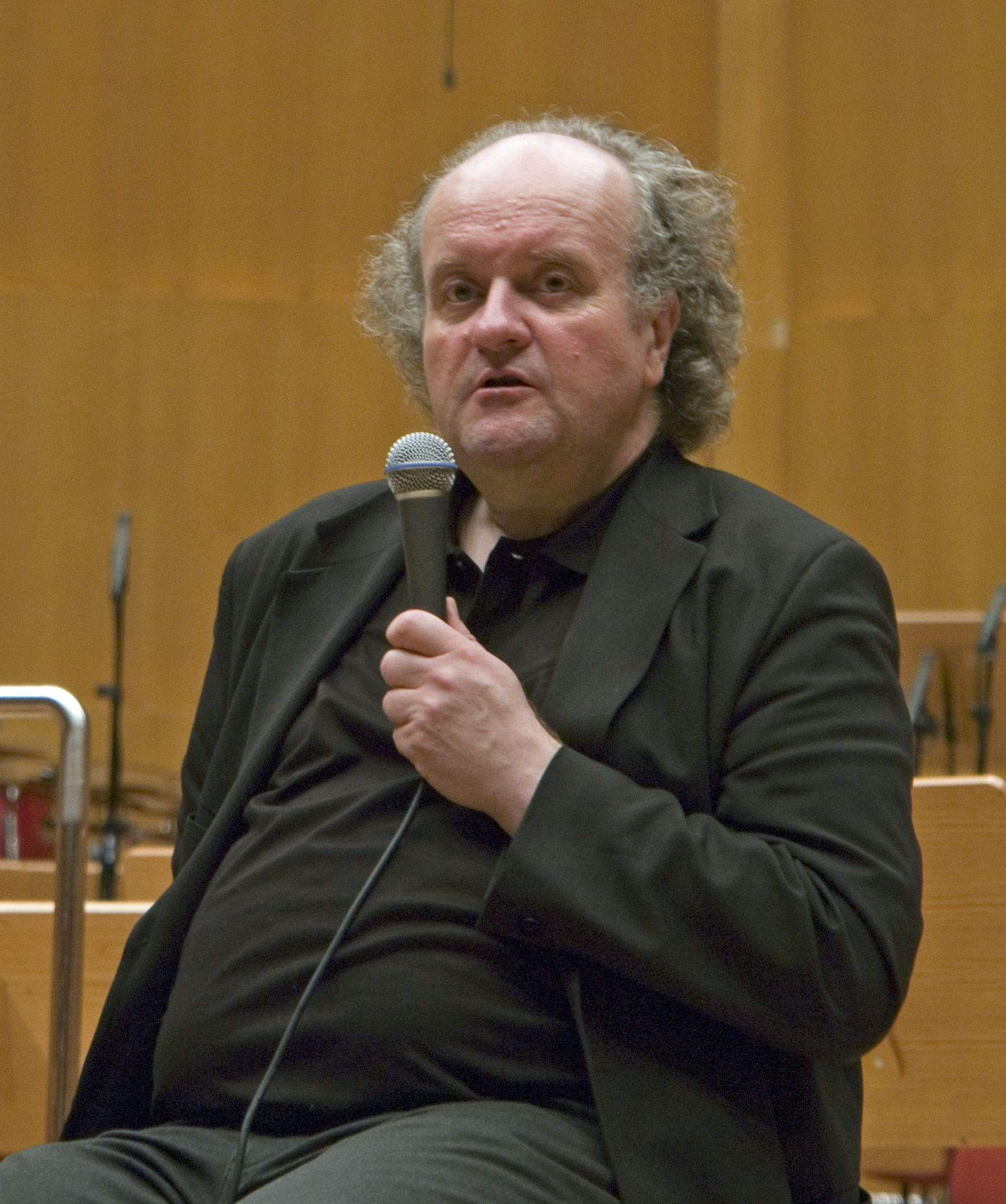
Wolfgang Rihm.

Die Hamletmaschine är en opera (musikteater) i fem delar med musik av Wolfgang Rihm. Librettot skrevs av Rihm efter Heiner Müllers pjäs med samma namn (1977).

## Historia
Müllers pjäs bygger löst på William Shakespeares tragedi Hamlet men är oerhört koncentrerad till endast nio sidor. Rihm förkastade den berättande kontinuiteten till förmån för spontana svar på varje dramatisk situation. Han sade att Arnold Schönbergs Erwartung och Die glückliche Hand var hans inspirationer. Partituret innehåller ett stort spektrum av musikaliska, dramatiska och vokala effekter. Där finns anspelningar på förgången musikhistoria såsom en parodi på en aria av Händel och körklanger från Mauricio Kagel. Rihm arbetade på verket mellan 1983 och 1986. Operan hade premiär den 30 mars 1987 på Nationaltheater i Mannheim.

## Personer
- Hamlet I (äldre manlig skådespelare)
- Hamlet II (yngre manlig skådespelare)
- Hamlet III (baryton)
- Ophelia (sopran)
- Ophelias dubbelgångare: Marx (sopran), Lenin (sopran), Mao (mezzosopran)
- 3 nakna kvinnor, röster från kistan (sopran, sopran, mezzosopran)
- 4 skrattande människor (2 kvinnliga och 2 manliga skådespelare)
- 3 skrikande människor (3 manliga skådespelare)

## Handling
Del I. Familienalbum (Familjealbum)
Skådespelaren som en gång spelade Hamlet blickar tillbaka på sin rolltolkning med blandade känslor då det finns tre Hamlet.
Del II. Das Europa der Frau (Kvinnans Europa)
Ophelia är arketypen för en kvinna: förtryckt, driven till självmord och galenskap. Hon river sönder fotografierna av de män hon en gång älskat.
Del III. Scherzo
Hamlet överöses av böcker av döda filosofer och döda kvinnor sliter av kläderna från hans kropp. Ophelia utför en striptease varpå Hamlet tar på sig hennes kläder.
Del IV. Pest in Buda, Schlacht um Grönland (Pest i Buda, Slaget på Grönland)
Skådespelaren Hamlet erkänner att han inte är karaktären Hamlet. Pjäsen sätts inte upp längre eftersom ingen är intresserad av den. Han tror att om den skulle sättas upp skulle det bli i en tid av revolution, då det skulle passa hans obeslutsamma karaktär. Han skulle förbli opartisk och befinna sig på båda sidorna om barrikaden. I stället går han hem för att titta på TV. I en "danse macabre" går de tre Hamlet in i varsin överdimensionerad TV-apparat för att uttrycka sin avsky för konsumtionssamhällets dårskap. Tre nakna kvinnor representerande Marx, Lenin och Mao uppenbarar sig. Hamlet klyver deras huvuden med en yxa och förstör därmed en viss utopisk vision.
Del V. Wildharrend, In der furchtbaren Rüstung, Jahrtausende (Förgäves väntan, I förfärlig rustning, Tusenårig)
Ophelia sitter i rullstol på havets botten medan lik och kroppar flyter förbi. Medan två läkare lindar bandage om henne fortsätter hon del II:s litania: "Länge leve hatet, missnöjet, upproret och döden! När de passerar igenom ditt sovrum bärande knivar kommer du inse sanningen."